# Donator-Akzeptor-Prinzip
Das Donator-Akzeptor-Prinzip (auch: Donor-Akzeptor-Prinzip) findet sich in chemischen Reaktionen, bei denen ein Teilchen von einem Reaktionspartner (Donator) auf den anderen Reaktionspartner (Akzeptor) übertragen wird.

## Beispiele
Ein Beispiel für das Donator-Akzeptor-Prinzip (Übertragung von positiv geladenen Teilchen) ist die Säure/Base-Reaktion. Hierbei ist die Säure der Donator, sie gibt ein Proton an die Base ab.
{\displaystyle {\ce {H2SO4 + 2NaOH -> 2H2O + Na2SO4}}}
Ein Beispiel für die Übertragung von Elektronen ist die Redoxreaktion, bei der ein Elektron vom Reduktionsmittel (Donator) zum Oxidationsmittel (Akzeptor) übertragen wird. Der Bleiakkumulator stellt eine praktische Anwendung dar: Ein elementares Bleiatom (Elektronendonator) gibt unter Oxidation zwei Elektronen an ein 4-wertiges Bleiion ab, das durch die Elektronenaufnahme reduziert wird. Es entstehen zwei zweiwertig geladene Bleiionen, der Stromfluss in dieser reversiblen Reaktion liefert elektrische Energie.
{\displaystyle {\ce {Pb_{(s)}{}+ PbO2 + 2H2SO4 -> 2PbSO4 + 2H2O}}}